# Mitchell Robinson
Mitchell Robinson (ur. 1 kwietnia 1998 w Pensacoli) – amerykański koszykarz, występujący na pozycji środkowego, wybrany do NBA bezpośrednio po ukończeniu szkoły średniej, aktualnie zawodnik New York Knicks.

## Kariera sportowa
W 2017 wystąpił w dwóch meczach wschodzących gwiazd – McDonald’s All-American, Jordan Brand Classic.

## Osiągnięcia
Stan na 25 czerwca 2019.
NBA
- Zaliczony do II składu debiutantów NBA (2019)[3]